# Anno Dracula
La serie Anno Dracula de Kim Newman, que recibe su nombre de primera novela de la serie, traducida al castellano como El año de Drácula (1992) y La era de Drácula (2010), es una serie de novelas de literatura fantástica que describe una historia alternativa en la que los personajes de la novela Drácula de Bram Stoker no consiguieron detener al Conde Drácula en su conquista de Gran Bretaña a finales del siglo XIX, lo que ha provocado la evolución de un mundo en el que los vampiros son habituales y se encuentran integrados en la sociedad.
La serie destaca por sus escenarios históricos y por el uso que el autor realiza tanto de personajes históricos como ficticios del período apropiado. Este estilo metaficticio fue inspirado por el Universo Wold Newton de Philip José Farmer. Neil Gaiman ayudó a desarrollar la serie (y originalmente iba a ser su coautor). Aunque Drácula es la figura central en los acontecimientos de la serie debido a sus manipulaciones y planes, su presencia real es reducida, y normalmente solo aparece en unos pocos acontecimientos climáticos de cada libro.
La serie ha recibido varios premios de la Dracula Society, la Lord Ruthven Assembly y el International Horror Guild, y ha sido nominada en varias ocasiones al Premio Bram Stoker y al Premio de Historia Alternativa.
La serie consiste en cuatro novelas y varios relatos cortos. En español han sido traducidas las dos primeras novelas de la serie y un relato: El año de Drácula, El sanguinario barón rojo y El otro lado de la medianoche.

## Novelas

### El año de Drácula
1888. Drácula se ha casado con la Reina Victoria y gobierna como Príncipe Consorte. Varios vampiros ficticios han surgido de su ocultamiento y han ganado nuevas posiciones sociales. Pero el gobierno del nuevo régimen no es seguro: Jack el destripador acecha en Whitechapel, asesinando a prostitutas vampiro. Charles Beauregard, un agente mortal del Club Diógenes, es enviado a capturar al asesino y se encuentra envuelto en un plan para liberar a Gran Bretaña del dominio de Drácula.
De forma inusual para la serie, varios de los personajes que aparecen en El año de Drácula no tienen vínculos con el período. Por citar dos ejemplos, la heroína Geneviève Dieudonné es reciclada de las novelas de Warhammer de Kim Newman Drachenfels (1989) (escrita bajo el nombre de Jack Yeovil) y Carl Kolchak de Kolchak:The Night Stalker tiene una breve aparición como reportero que sigue el caso del destripadro (Newman ha mencionado que si se hubiera dado cuenta de que escribiría tantas continuaciones de la serie, habría reservado a Kolchak para una historia ambientada en la década de 1970, su época nativa).
Publicada en octubre de 1992, El año de Drácula ganó el premio "Hijos de la Noche" de la Dracula Society y el Premio literario de la Lord Rutven Assembly y el premio a la mejor novel del International Horror Guild, y fue nominada a mejor novela para el Premio Bram Stoker.
La Enciclopedia de Fantasía clasifica El año de Drácula como "fantasía recursiva", dentro del género steampunk, pero con elementos de romance victoriano.

### El sanguinario barón rojo
Publicada en noviembre de 1995, El sanguinario barón rojo  (The Bloody Red Baron) está ambientada durante la Primera Guerra Mundial. El Graf von Dracula, tras ser expulsado de Gran Bretaña en 1907 extiende su inestable vampirismo (y con él su licantropía) entre la familia imperial alemana. Ahora dirige a Alemania y las Potencias Centrales contra la alianza de la Entente, con vampiros -que ahora forman parte de la vida cotidiana- luchando (y muriendo) en ambos bandos. El Barón Rojo es el título del histórico as de la aviación Manfred von Richthofen, que en esta historia alternativa, ha sido convertido en vampiro y dirige un escuadrón de monstruosos vampiros alados que siembran el terror en los cielos.

### Dracula Cha Cha Cha(oJudgment of Tears)
1959. Todo vampiro con posición acude a Roma a la boda de Drácula, pero aparece un misterioso asesino de vampiros en el escenario. Los acontecimientos se complican con la llegada de un agente británico llamado Bond persiguiendo a un espía ruso que nunca se separa de su gato. Las películas de Federico Fellini son la influencia del escenario y la atmósfera de esta novela, en la que también aparecen varios de sus personajes cinematográficos.
Fue publicada en noviembre de 1998.

### Johnny Alucard
La escena está ambientada en la década de 1980. Kim Newman afirma que está trabajando en una cuarta novela que concluirá la historia de la serie. La novela estará ambientada en los Estados Unidos e incorporará referencias a diversas películas y obras vampíricas del período, como Drácula, de Bram Stoker, Andy Warhol´s Dracula. También incluirá referencias a Taxi Driver, Blade, Vampirella, Jóvenes ocultos', etc. El autor afirma que el libro profundirá mucho más en la figura de Drácula que las novelas precedentes. El libro ha estado "casi terminado" desde el año 2000 pero finalmente el autor no ha dado una fecha definitiva afirmando que "se publicará cuando se publique." Finalmente su publicación se produjo en septiembre de 2013.

## Relatos cortos

### Red Reign
1888. Escrito en 1991 este relato fue el inicio de la serie. Posteriormente fue extendido en la novela El año de Drácula. Fue publicado por primera vez en The Mammoth Book of Vampires, 1992.

### "Castle in the Desert"
1977. Este relato está narrado en primera persona. El protagonista, un detective privado, investiga la muerte de su exesposa, encontrada en el fondo de su piscina, empalada con una estaca de hierro, y la desaparición de su hija, que fue vista por última vez con un grupo de cultistas vampiros. El detective privado, aunque su nombre no aparece mencionado en el relato, por las diversas referencias es el investigador Philip Marlowe de Raymond Chandler y su exesposa es el personaje recurrente Linda Loring, con el que Marlowe se casa en la última novela inconclusa de Chandler, Poodle Springs-tras rechazar la idea porque sabía que semejante matrimonio no duraría .(online)

### Coppola's Dracula
1976. Francis Ford Coppola está dirigiendo la película por la que siempre será recorda -una adaptación de Drácula con Marlon Blando como Drácula en el papel protagonista y Martin Sheen como Jonathan Harker. La historia es una variante de Apocalypse Now con todas sus citas famosas y anécdotas cinematográficas, aunque está ambientada en Rumania en lugar de las Filipinas. El equipo de rodaje se hace amigo de un joven vampiro, que los deja cuando vuelven a América.(online).
Coppola's Dracula ganó el premio del International Horror Guild al mejor relato y fue nominado al Premio Bram Stoker al mejor relato.
El relato apareció publicado en 1997 en The Mammoth Book of Dracula.

### "Andy Warhol's Dracula"
1978. Nueva York. Johnny Pop, el joven vampiro que viajó a América con el equipo de Francis Ford Coppola, encuentra su lugar en el Nuevo Mundo, y prueba suerte en el mundo de las drogas. Se hace rico creando un círculo de traficantes que vende "drac", un derivado de la sangre de vampiro, y alcanza un gran éxito social haciéndose amigo de muchas luminarias de la época como Andy Warhol, pero se arriesga a perderlo todo cuando los muchos enemigos que ha hecho por el camino unen sus fuerzas contra él.

### "Who Dares Wins"
30 de abril de 1980. La embajada rumana en Londres ha sido tomada por "luchadores de la libertad" que quieren que Transilvania se convierta en un hogar exclusivo para los no muertos. Tropas de los servicios especiales británicos se preparan para asaltar la embajada, pero la periodista y vampira Kate Reed es invitada a la embajada para reunirse con el líder de los terroristas. El suceso es similar a la crisis de los rehenes de Irán.
(online)
Who Dares Wins incluye una aparición de Richard Jeperson, el personaje protagonista de otra de las series de Kim Newman los relatos cortos del Club Diógenes.

### El otro lado de la medianoche(The other side of midnight)
1981. Orson Welles recibe fondos de una fuente misteriosa para que dirija la versión cinematográfica definitiva de Drácula, pero desconfiando, contrata a una detective privada para que descubra los motivos. (El título combina dos de las películas de Orson Welles: Flautas a medianoche y El otro lado del viento, la última de las cuales quedó inconclusa a la muerte de Welles en 1985). Orson Welles también aparece como personaje menor en Dracula Cha Cha Cha.

### You Are the Wind Beneath My Wings
1984. Una operación encubierta con agentes vampiros trata de derrocar al dictador Ceauşescu y acabar con su régimen tiránico en Rumania.

### Concert for Transylvania
Forma parte de la novela Johnny Alucard.

### Dead Travel Fast
Publicado en la antología Dracula in London esta historia narra una historia sobre Drácula durante los acontecimientos de la primera novela de la serie. Aunque técnicamente no forma parte de la trama principal, y es anterior a los acontecimientos de El año de Drácula, puede ser considerado como un añadido a la serie. En la historia Drácula visita a los fabricantes de uno de los primeros automóviles.

## Película
En una entrevista en el año 2000, Kim Newman dijo que había escrito un guion para la película de El año de Drácula.Stuart Pollok y André Jacquemetton, wcon los actores Daniel Day-Lewis e Isabelle Adjani como Charles Beauregard y Geneviève, y también Ralph Fiennes y Juliette Binoche. Otras sugerencias de Newmann fueron Jane Horrocks como Katie Reed, Helena Bonham Carter como Penelope Churchward, Colin Firth como Arthur Holmwood, Christopher Lee como Mycroft Holmes, Richard E. Grant como John Seward, y Harvey Keitel como Conde Drácula.
De acuerdo con una entrevista el 16 de mayo de 2008 los derechos de la película de El año de Drácula habían sido vendidos y Newman había escrito el guion, pero reconoció que hasta el momento no había ninguna opción sólida.

## Los vampiros de Kim Newman
La serie presenta a los vampiros como seres más o menos naturales, que sufren un cambio biológico tras compartir su sangre. "Somos seres naturales, como cualquier otro", dice Geneviève. "No hay magia." Aunque cuando se le habla de la incapacidad de los vampiros para reflejarse en los espejos termina admitiendo: "Quizás un poco de magia...pero solo un poco." A pesar de esto, los estudios genéticos han demostrado que el ADN de un individuo antes y después de convertirse en un vampiro no cambia, a pesar de los cambios obvios en su cuerpo y sus capacidades. Además, se dice que el vampiro Cagliostro puede practicar la magia.
En la serie de Kim Newman aparecen juntos personajes de muchas leyendas y obras ficticias en las que aparecen vampiros con rasgos muy diferentes. El autor intenta explicar esto en parte mediante el concepto de los "linajes", en los que rasgos vampíricos particulares aparecen en algunos vampiros, y pueden ser transmitidos de vampiro a vampiro. Una característica del linaje de Drácula es el cambio de forma, sin embargo no solo los vampiros de su linaje lo poseen y de hecho aparece espontáneamente en otros. De hecho, resulta un rasgo peligroso, pues muchos vampiros no consiguen controlarlo y mueren debido a que no pueden soportar los cambios.
Lord Ruthven, el primer ministro británico en El año de Drácula dice de Drácula:
Existe moho de tumba en su linaje, Godalming. Ésa es la enfermedad que extiende. Considérese afortunado por formar parte de mi linaje. Es puro. No podemos convertirnos en lobos y murciélagos, mi hijo en la oscuridad, pero tampoco se nos pudren los huesos o nos volvemos locos en un frenesí homicida.
Algunos vampiros sienten aversión a los crucifijos, agua bendita y símbolos sagrados, pero Newman afirman que es una superstición; los vampiros sin "ideas tontas" no sienten nada por los símbolos religiosos. El ajo también solo es efectivo contra los vampiros que creen en su propio folklore. La plata es mortal para todos los vampiros de Newman
Un rasgo que los vampiros comparten es su capacidad curativa casi instanténa. La fisiología vampírica hace que las heridas causadas por armas ordinarias se curen casi de inmediato. Dice en El año de Drácula el Dr. Jekyll, un experto en vampiros."El tejido y el hueso se regeneran, como al lagarto le crece una cola nueva. La plata tiene un efecto negativo en este proceso. En algunos linajes si se utiliza plata contra un vampiro la regeneración no es posible; sin embargo otros linajes pueden regenerarse por completo aunque se utilice plata contra ellos. El Dr. Jekyll también explica que cualquier rotura grave de los órganos vitales parece producirles la verdadera muerte., lo que explica porque una estaca a través del corazón es una táctica efectiva contra los vampiros.
La luz del sol es también peligrosa para los vampiros, especialmente para los "neonatos" recién convertidos en no muertos. Para los "antiguos" vampiros con años o siglos de experiencia, la luz del sol puede ser tolerable, aunque reduce su fuerza. No hay un acuerdo firme de lo que convierte a un vampiro en antiguo, un consenso extendido es sobrevivir a un ciclo natural de vida y existir durante otro como vampiro, unos dos siglos. Dos tercios de los vampiros antiguos del universo de Kim Newman proceden de Rumania y de la zona al sur de los Cárpatos.
También aparecen otros vampiros no occidentales como el asesino chino (basado en el personaje Mr. Vampire) y el Príncipe Mamuwalde (basado en la película Blácula).
Los vampiros de Kim Newman necesitan beber sangre para alimentarse, aunque no necesitan matar a sus víctimas y a menudo se les ofrece voluntariamente en la sociedad civilizada. Sin embargo si la sangre tiene una enfermedad o si es sangre muerte puede enfermar a un vampiro. De hecho, varios de los personajes de El año de Drácula son prostitutas vampiro que ofrecen sus servicios a hombres mortales a cambio de dinero, o preferiblemente, pequeñas cantidades de su sangre. La sangre animal también es utilizada como sustituta de la sangre humana.
Los vampiros no son los únicos seres sobrenaturales que habitan el universio de Kim Newman. También existen zombies, de los que se dice que son una degeneración vampírica causada por una epidemia que daña el cerebro y que hace que el vampiro requiera carne en lugar de sangre. Loz zombis también pueden extender su infección simplemente mordiendo y solo pueden ser destruidos dañando su cerebro.
 hombres lobo, fantasmas, y también existen inmortales no vampiros y seres artificiales como los híbridos de animales y humanos creados por el Dr. Moreau el monstruo de Frankenstein y el Gólem.; criaturas extraterrestres como los trífidos vegetales y la planta carnívora Audrey II también existen. También aparece un ser octopoide que afirma ser un marciano y también se insinúa la existencia de los Primigenios de los mitos de H. P. Lovecraft, el Hombre Invisible
 y el Dr. Jekyll y su fórmula para convertirse en Mr. Hyde. También se dice que varios humanos han manifestado poderes precognitivos y telepatía o habilidad para practicar la magia. Sin embargo, estas otras criaturas suelen aparecer en papeles secundarios o en referencias indirectas, y en su mayor parte los vampiros son los protagonistas de la serie de Kim Newman.